# Regina Grafe
Regina Grafe (* 1969) ist eine deutsche Wirtschaftshistorikerin.

## Leben
Sie erwarb von 1993 bis 1994 den MSc in Wirtschaftsgeschichte an der London School of Economics, von 1994 bis 1996 das Diplom in Wirtschaftswissenschaften an der Universität zu Köln und von 1996 bis 2001 den Ph.D. in Wirtschaftsgeschichte an der London School of Economics. Sie war von 2013 bis 2023 Professorin für Geschichte der Frühen Neuzeit am European University Institute in Florenz. Seit 2024 ist sie „Professor of Economic History (1928)“ und „Faculty Director of Research for Projects“ an der Faculty of History der Universität Cambridge.
Ihre Forschungsfelder sind frühneuzeitliche Geschichte der hispanischen Welt, globale Wirtschafts- und Sozialgeschichte, Geschichte des Staats- und Reichsaufbaus, Kolonialregierung und vergleichende Geschichte privater und öffentlicher Handelsinstitutionen und Rechtsnormen.

## Schriften (Auswahl)
- Der spanische Seehandel mit Nordwesteuropa von der Mitte des sechzehnten bis zur Mitte des siebzehnten Jahrhunderts. Ein Forschungsüberblick. Saarbrücken 1998, ISBN 3-88156-704-6.
- Entre el mundo ibérico y el atlántico. Comercio y especialización regional 1550–1650. Bilbao 2005, ISBN 84-7752-396-7.
- Distant tyranny. Markets, power, and backwardness in Spain, 1650–1800. Princeton 2012, ISBN 0-691-14484-2.

## Belege
1. ↑  Virtual International Authority File

| Personendaten    | Personendaten         |
| ---------------- | --------------------- |
| NAME             | Grafe, Regina         |
| KURZBESCHREIBUNG | deutsche Historikerin |
| GEBURTSDATUM     | 1969                  |